# Larry Novak
Lawrence R. „Larry“ Novak (* 18. Mai 1933 in Chicago; † 2. August 2020) war ein US-amerikanischer Jazzpianist. Er war in der Musikszene Chicagos aktiv.

## Leben und Wirken
Novak hatte ab fünf Jahren Klavierunterricht, bevor er sich mit 14 Jahren dem Jazz zuwandte. Nach dem Studium an der Loyola University Chicago und der University of Minnesota leistete er 1959/60 seinen Militärdienst ab, während dessen er in einer Band spielte. Nach seiner Entlassung aus der US-Army leitete er ein Trio, das von 1961 bis 1963 als Hausband im Chicagoer Nachtclub London House in Chicago fungierte und von 1963 bis 1975 im Club Mr. Kelly’s. Mit seinem Trio spielte er Anfang der 1960er-Jahre im London House als Begleitband von Charlie Shavers, wobei erste Plattenmitschnitte entstanden.
Mitte des Jahrzehnts legte er bei Dot Records sein Debütalbum Larry Novak Plays! vor, an dem Cleveland Eaton (Kontrabass) und die Schlagzeuger Vernell Fournier bzw. Curtis Prince mitwirkten. Es enthielt zumeist Standardmaterial, wie „Nature Boy“, „Autumn Leaves“, „It Ain’t Necessarily So“ und „Don’t Explain“. In den 1960er- und 70er-Jahren arbeitete er u. a. mit Joe Morello (Another Step Forward) und Dick Noel, im folgenden Jahrzehnt mit dem Holzbläser Roger Pemberton und dem Flügelhornisten Warren Kime, ferner mit Louie Bellson und Lucy Reed.
Im Duo mit Warren Kime spielte er 1981 das Album Songs for a Sophisticated Lady (Claremont) ein; neben dem Titelstück enthielt es Versionen von Standards wie „The Very Thought of You“ oder „In the Wee Small Hours of the Morning“. In den 1990er- und 2000er-Jahren nahm er u. a. mit Frank Catalano (Live at the Green Mill 2001), Eddie Daniels, Buddy DeFranco, Von Freeman, Terry Gibbs und Nick Tountas auf. Mitte der 2010er-Jahre spielte Larry Novak noch für Delmark Records das Trioalbum Invitation (mit Eric Hochberg (Bass) und Rusty Jones, Schlagzeug) ein. Im Bereich des Jazz war er zwischen 1962 und 2015 an 28 Aufnahmesessions beteiligt.

## Lexikalischer Eintrag
- Deborah Gillespie, Larry Novak. Grove Jazz online